# Saison 2014-2015 de l'équipe de France de rugby à sept
Cette page présente la saison 2014-2015 de l'équipe de France de rugby à sept en Sevens World Series et autres compétitions internationales.

## Effectif
La liste suivante indique les 18 joueurs sous contrat avec la fédération française de rugby pour la saison 2014-2015.
| Nom                   | Poste             | Naissance         | Sélections (Pts marqués) | Club | Année de 1re sélection |
| --------------------- | ----------------- | ----------------- | ------------------------ | ---- | ---------------------- |
| Jérémy Aicardi        | Demi d'ouverture  |                   |                          | FFR  | 2014                   |
| Paul Albaladéjo       | Demi d'ouverture  | 10 avril 1986     | (848)                    | FFR  | 2008                   |
| Steeve Barry          | Centre            | 18 avril 1991     | (151)                    | FFR  | 2010                   |
| Terry Bouhraoua       | Demi de mêlée     | 29 août 1987      | (410)                    | FFR  | 2010                   |
| Julien Candelon       | Ailier            | 8 juillet 1980    | (288)                    | FFR  | 2006                   |
| Manoël Dall'igna      | Talonneur         | 12 mars 1985      | (195)                    | FFR  | 2007                   |
| Renaud Delmas         | Ailier            | 30 août 1985      | (377)                    | FFR  | 2009                   |
| Vincent Deniau        | Pilier            | 11 août 1982      |                          | FFR  | 2005                   |
| Bryan Dimeck          | Pilier            |                   |                          | FFR  | 2014                   |
| Jean-Baptiste Gobelet | Ailier            | 13 mars 1982      |                          | FFR  | 2011                   |
| Vincent Inigo         | Centre, ailier    | 10 février 1983   |                          | FFR  | 2006                   |
| Julien Jané           | Centre, ailier    | 12 septembre 1989 |                          | FFR  | 2013                   |
| Pierre-Gilles Lakafia | Ailier, pilier    | 12 mars 1987      |                          | FFR  | 2012                   |
| Jonathan Laugel       | Pilier            | 30 janvier 1993   |                          | FFR  | 2012                   |
| Jean-Baptiste Mazoué  | Pilier, talonneur | 18 mai 1991       |                          | FFR  | 2011                   |
| Stephen Parez         | Centre            | 1er août 1994     |                          | FFR  | 2012                   |
| Julien Saubade        | Ailier            | 5 novembre 1983   |                          | FFR  | 2010                   |
| Virimi Vakatawa       | Ailier            | 1er mai 1992      |                          | FFR  | 2014                   |

### Qualification pour les JO 2016
En vue de la qualification de la France aux Jeux olympiques d'été de 2016, à l'occasion desquels le rugby redevient un sport olympique, la France doit terminer première de la zone Europe en obtenant les meilleurs résultats cumulés sur les trois tournois du Seven's Grand Prix Series 2015. Elle remporte les trois tournois, à Moscou, Lyon et Exeter décroche ainsi son billet pour les Jeux olympiques de Rio 2016.
Voici le groupe de 14 joueurs qui a été retenu pour préparer ces tournois qualificatifs:
| Nom                  | Poste             | Naissance        | Sélections (Pts marqués) | Club                       | Année de 1re sélection |
| -------------------- | ----------------- | ---------------- | ------------------------ | -------------------------- | ---------------------- |
| Jérémy Aicardi       | Demi d'ouverture  |                  |                          | FFR                        | 2014                   |
| Steeve Barry         | Centre            | 18 avril 1991    |                          | FFR                        | 2010                   |
| Terry Bouhraoua      | Demi de mêlée     | 29 août 1987     |                          | FFR                        | 2010                   |
| Julien Candelon      | Ailier            | 8 juillet 1980   |                          | FFR                        | 2006                   |
| Damien Cler          | Pilier            | 2 octobre 1983   |                          | Atlantique stade rochelais | 2015                   |
| Manoël Dall'igna     | Talonneur         | 12 mars 1985     |                          | FFR                        | 2007                   |
| Rémy Grosso          | Pilier            | 4 décembre 1988  |                          | Castres olympique          | 2015                   |
| Vincent Inigo        | Demi de mêlée     | 10 février 1983  |                          | FFR                        | 2006                   |
| Marvin O'Connor      | Ailier            | 18 avril 1991    |                          | Aviron bayonnais           | 2015                   |
| Fulgence Ouedraogo   | Pilier            | 21 juillet 1986  |                          | Montpellier Hérault Rugby  | 2015                   |
| Jonathan Laugel      | Pilier            | 30 janvier 1993  |                          | FFR                        | 2012                   |
| Romain Martial       | Pilier            | 13 novembre 1984 |                          | Castres olympique          | 2015                   |
| Jean-Baptiste Mazoué | Pilier, talonneur | 18 mai 1991      |                          | FFR                        | 2011                   |
| Stephen Parez        | Demi d'ouverture  | 1er août 1994    |                          | FFR                        | 2012                   |
| Virimi Vakatawa      | Ailier            | 1er mai 1992     |                          | FFR                        | 2014                   |

## Parcours dans lesSevens World Series

### Wellington
| Poule A        | Poule A  | Challenge Trophy | Challenge Trophy |
| Adversaire     | Résultat | Adversaire       | Résultat         |
| -------------- | -------- | ---------------- | ---------------- |
| Afrique du Sud | 22-5     | Samoa            | 26-19            |
| États-Unis     | 7-38     | Pays de Galles   | 43-0             |
| Japon          | 35-17    | Argentine        | 29-5             |

| Classement final | Points | Évolution classement |
| ---------------- | ------ | -------------------- |
| 9e               | 8      | 11e                  |

### Classement final
| Qualifié pour les Jeux olympiques de 2016 et qualifié en tant qu'équipe permanente pour la saison 2015-2016 |
| Qualifié en tant qu'équipe permanente pour la saison 2015-2016                                              |
| Relégué des Sevens World Series                                                                             |
| Équipe non permanente                                                                                       |
| Abréviations : - T : tenant du titre - P : promu - Q : qualifié pour 2016-2017 via Hong Kong                |

| Pos. | Pays                      | Australie | Dubai | Afrique du Sud | Nouvelle Zélande | USA | Hong Kong | Japon | Écosse | Angleterre | Total |
| ---- | ------------------------- | --------- | ----- | -------------- | ---------------- | --- | --------- | ----- | ------ | ---------- | ----- |
| 1    | Fidji                     | 22        | 17    | 12             | 13               | 22  | 22        | 17    | 22     | 17         | 164   |
| 2    | Afrique du Sud            | 15        | 22    | 22             | 17               | 17  | 17        | 19    | 13     | 12         | 154   |
| 3    | Nouvelle-Zélande (T)      | 13        | 15    | 19             | 22               | 19  | 19        | 13    | 19     | 13         | 152   |
| 4    | Angleterre                | 17        | 10    | 10             | 19               | 12  | 10        | 22    | 17     | 15         | 132   |
| 5    | Australie                 | 10        | 19    | 17             | 12               | 13  | 13        | 7     | 10     | 19         | 120   |
| 6    | États-Unis                | 8         | 5     | 13             | 10               | 15  | 12        | 8     | 15     | 22         | 108   |
| 7    | Écosse                    | 5         | 12    | 10             | 15               | 5   | 8         | 12    | 12     | 10         | 89    |
| 8    | Argentine                 | 12        | 13    | 15             | 7                | 7   | 10        | 2     | 7      | 7          | 80    |
| 9    | Canada                    | 3         | 3     | 8              | 3                | 10  | 5         | 15    | 10     | 10         | 67    |
| 10   | Samoa                     | 19        | 8     | 2              | 2                | 5   | 15        | 5     | 3      | 5          | 64    |
| 11   | France                    | 7         | 7     | 5              | 8                | 10  | 7         | 10    | 5      | 2          | 61    |
| 12   | Pays de Galles            | 10        | 10    | 5              | 5                | 2   | 5         | 5     | 8      | 5          | 55    |
| 13   | Kenya                     | 2         | 2     | 7              | 10               | 8   | 3         | 1     | 5      | 8          | 46    |
| 14   | Portugal                  | 5         | 5     | 3              | 5                | 3   | 1         | 3     | 2      | 1          | 28    |
| 15   | Japon (P)                 | 1         | 1     | 1              | 1                | 1   | 2         | 10    | 1      | 3          | 21    |
| 16   | Brésil                    | -         | 1     | -              | -                | 1   | -         | -     | -      | 1          | 3     |
| 17   | Samoa américaines         | 1         | -     | -              | -                | -   | -         | -     | -      | -          | 1     |
| 17   | Belgique                  | -         | -     | -              | -                | -   | 1         | -     | -      | -          | 1     |
| 17   | Hong Kong                 | -         | -     | -              | -                | -   | -         | 1     | -      | -          | 1     |
| 17   | Papouasie-Nouvelle-Guinée | -         | -     | -              | 1                | -   | -         | -     | -      | -          | 1     |
| 17   | Russie (Q)                | -         | -     | -              | -                | -   | -         | -     | 1      | -          | 1     |
| 17   | Zimbabwe                  | -         | -     | 1              | -                | -   | -         | -     | -      | -          | 1     |

## Parcours dans lesSeven's Grand Prix Series

### Exeter
| Poule A    | Poule A  | Cup            | Cup      |
| Adversaire | Résultat | Adversaire     | Résultat |
| ---------- | -------- | -------------- | -------- |
| Roumanie   | 38-5     | Pays de Galles | 31-7     |
| Portugal   | 38-5     | Allemagne      | 24-5     |
| Allemagne  | 28-5     | Angleterre     | 14-5     |

| Classement final | Points | Évolution classement |
| ---------------- | ------ | -------------------- |
| 1er              | 20     | 1er                  |

### Classement final
La France est championne d'Europe pour la deuxième fois consécutive et se qualifie directement pour les Jeux olympiques de Rio de Janeiro. Elle réalise le « grand chelem » en remportant 18 victoires sur 18.
| No | Équipe         | Moscou | Lyon | Exeter | Total |
| -- | -------------- | ------ | ---- | ------ | ----- |
| 1  | France         | 20     | 20   | 20     | 60    |
| 2  | Espagne        | 16     | 18   | 16     | 50    |
| 3  | Angleterre     | 14     | 12   | 18     | 44    |
| 4  | Allemagne      | 10     | 14   | 14     | 38    |
| -  | Russie         | 18     | 10   | 10     | 38    |
| 6  | Portugal       | 12     | 8    | 4      | 24    |
| 7  | Pays de Galles | 8      | 2    | 12     | 22    |
| 8  | Belgique       | 3      | 16   | 1      | 20    |
| 9  | Lituanie       | 6      | 3    | 8      | 17    |
| 10 | Géorgie        | 4      | 4    | 6      | 14    |
| 11 | Italie         | 2      | 6    | 3      | 11    |
| 12 | Roumanie       | 1      | 1    | 2      | 4     |

|  | Qualifié pour les Jeux olympiques de Rio 2016 (no 1).       |
|  | Qualifié pour le Tournoi olympique de qualification (no 2). |
|  | Relégué en division inférieure.                             |

### Qualification olympique
L'Angleterre, qui termine parmi les quatre premiers des World Series 2015, a déjà qualifié la Grande-Bretagne (qui représente l'Angleterre, l'Écosse et le pays de Galles) avant le début du Seven's Grand Prix Series.
En terminant à la première place du classement général, la France obtient sa qualification.
L'Espagne, qui termine à la seconde place se qualifie pour le tournoi de repêchage dont le vainqueur se qualifiera pour les Jeux olympiques. Les huit autres nations du Seven's Grand Prix Series disputent un tournoi de repêchage européen dont les trois premiers se qualifient pour le tournoi de repêchage. Ils sont rejoints par la Pologne, l'Ukraine, la Lettonie (trois premiers de la division A) et l'Irlande (vainqueur de la division B).